# Televisión por la justicia
Santos y pecadores (Televisión por la justicia) fue una miniserie emitida el 6 de noviembre de 2013 por Canal 9 y cerró la trilogía iniciada con Televisión por la identidad y Televisión por la inclusión. La miniserie recorre, a lo largo de 13 capítulos unitarios, diversos casos de víctimas del mal accionar del Poder Judicial. Con fuerte carga social, se abordan situaciones ficticias pero inspiradas en hechos reales: casos mal resueltos, homicidios, abusos, crímenes de lesa humanidad, inocentes apresados, culpables liberados, policías corruptos, jueces comprados, abogados sin escrúpulos.
La miniserie tuvo el apoyo de la Presidencia de la Nación y se puede ver en el sitio de Contenidos Digitales Abiertos (CDA)

## Capítulos
Fueron un total de 13 capítulos de 48 minutos de duración cada uno aproximadamente (formato de 60 minutos para televisión).

### Se presume inocente
Capítulo 1.
- Pablo Rago (Sgto. Farías)
- Valentina Bassi (Andrea de Farías)
- Gonzalo Martínez (Agente Cornejo)
- Fabián Arenillas (Agente Busowsky)
- Lautaro Delgado (Ezequiel Kuhn)
- Julieta Vallina (Graciela de Kuhn)

### El juez fiaca
Capítulo 2.
- Juan Leyrado (Juez Marangoni)
- Fabián Vena (Sergio)
- Celina Font (Ana)
- Martín Urbaneja (Mauro)
- Paula Kohan (Florencia Marangoni)

### Entre muros
Capítulo 3.
- Romina Gaetani (Jorgelina)
- Arturo Goetz (Jacinto Vidal)
- Mónica Galán (Antonia Vidal)

### Corralito
Capítulo 4.
- Alejandra Flechner
- Enrique Liporace
- Guillermo Pfening
- Marilú Marini

### Asuntos internos
Capítulo 5.
- Darío Grandinetti
- Marcelo Mazzarello
- Carolina Peleritti

### Lazos que duelen
Capítulo 6.
- María Onetto
- Camilo Cuello Vitale
- Nacho Gadano

### Hermanas
Capítulo 7.
- Carla Crespo
- Antonella Costa
- Fabio Aste
- Valeria Lois

### La venganza
Capítulo 8.
- Gastón Pauls (fiscal)
- Arturo Bonín (Pardomo)
- Lorenzo Quinteros (Victorio Granata)
- María Dupláa (hija de Victorio Granata)
- Diego Faturos
- Mariano Bertolini (hijo de Pardomo)

### La mochila
Capítulo 9.
- Adrián Navarro
- Raúl Rizzo
- Mario Moscoso

### Círculo íntimo
Capítulo 10.
- Beatriz Spelzini
- Martín Piroyansky
- Abel Ayala
- Eliseo Barrionuevo
- Nahuel Viale
- Ignacio Rogers
- Malena Sánchez
- Diego Jalfen
- Lidia Catalano

### El pinche
Capítulo 11.
- Elías Viñoles (Ariel Arbizu)
- Facundo Espinoza (Jesús Pico)
- Lucrecia Blanco (Ivonne)
- Luz Palazón (Elena)
- Alejandro Viola (Claudio)
- Hernán Jiménez
- Raúl Rizzo (Juez Tejera)

### Abuso de poder
Capítulo 12.
- Lito Cruz (Juez Faraoni)
- María Dupláa (Abogada Verónica Roma)
- María Socas (Abogada Betina Borda)
- Guillermo Arengo (Abogado Roy España)
- Claudio Tolcachir (Fiscal)
- Martín Buzzo (Axel)
- Paula Castagnetti (Secretaria)

### Los débiles
Capítulo 13.
- Cristina Banegas
- Luis Ziembrowski
- Claudia Cantero
- Gabo Correa
- Nelly Prince